# 成元慶
成 元慶（ソン・ウォンギョン、朝鮮語: 성원경、1894年2月14日 - 1975年7月30日）は、日本統治時代の朝鮮および大韓民国の実業家、政治家。忠清南道議会議員、第3・5代韓国国会議員を歴任した。

## 経歴
忠清南道牙山郡道高面生まれ、礼山郡出身。日本中央大学経済科卒。東亜日報創刊発起人・取締役、湖西銀行天安支店長、忠清南道評議会員、忠清南道議会議員、中枢院参議、面協議員、農会特別議員、忠南製糸株式会社取締役社長、皇軍慰問団員、愛国婦人会忠南支部顧問、赤十字社正社員、東一銀行常務理事、大韓独立促成国民会礼山郡支部運営委員長・支部長、反託闘委礼山支部支部長、礼唐水利組合長、大韓農地開発営団理事長、民主党中央委員会議長を務めた。
1975年7月30日、ソウル市西大門区の自宅で持病により死去。享年85。

## エピソード
1949年に被疑者として反民特委の調査を受けた。
もともとは自由党の党員だったが、四捨五入波動の後に自由党を離党し、民主党に入党した。